# Hymns/Spheres
Hymns/Spheres è un album del pianista jazz Keith Jarrett pubblicato dall'etichetta ECM nel 1976.
L'album è stato registrato nell'abbazia benedettina di Ottobeuren, in Germania, utilizzando l'organo a canne dell'abbazia stessa.

## Tracce
1. "Hymn of Remembrance" (Jarrett) – 4:02
2. "Spheres (1st Movement)" (Jarrett) – 7:40
3. "Spheres (2nd Movement)" (Jarrett) – 12:59
4. "Spheres (3rd Movement)" (Jarrett) – 10:13
5. "Spheres (4th Movement)" (Jarrett) – 12:20
6. "Spheres (5th Movement)" (Jarrett) – 4:34
7. "Spheres (6th Movement)" (Jarrett) – 11:25
8. "Spheres (7th Movement)" (Jarrett) – 8:16
9. "Spheres (8th Movement)" (Jarrett) – 5:18
10. "Spheres (9th Movement)" (Jarrett) – 12:06
11. "Hymn of Release" (Jarrett) – 4:05

## Pubblicazioni successive
L'album è stato ripubblicato col nome Spheres, contenendo unicamente una selezione di brani.
Nel 2013 è stato ripubblicato, in versione rimasterizzata, l'album originario in un doppio CD.